# Por humor al arte
Por humor al arte es un espectáculo del grupo humorístico de instrumentos informales Les Luthiers. Se estrenó el miércoles, 15 de junio de 1983 en Teatro La Comedia (Rosario, Argentina) y su última representación fue el domingo, 5 de mayo de 1985 en Teatro del Libertador General San Martín (Córdoba, Argentina). El título es un juego de palabras de la palabra humor con amor.
Una de sus obras, Cardoso en Gulevandia, tiene una historia interesante. La primera versión de la misma era excesivamente larga y era, más que nada, un largo monólogo del bufón (interpretado por Ernesto Acher) en donde contaba un largo plan que nunca terminaba de contar. La obra no tuvo la repercusión que esperó Les Luthiers cuando la probaron en Rosario. Después la obra fue modificada. Luego, al pasar al disco, se le realizó un cambio radical, ya que se le añadió la participación de la Orquesta Sinfónica del Teatro Colón, la participación de un inmenso coro y la de una soprano en el papel de la Princesa Creolina, un tenor interpretaba al Príncipe Cardoso y un barítono al Rey. Solo Marcos Mundstock y Carlos Núlez Cortés participaron en ponerle voz a la obra: Mundstock encarnó al fraile y Núñez al intérprete, mientras que Carlos López Puccio se encargó de dirigir la Orquesta.
Para agregar más datos sobre la obra, se puede decir que en la segunda temporada, "Cardoso en Gulevandia" fue reemplazada por "Las majas del Bergantín".
Después hubo otro reemplazo, en este caso se reemplazó la obra "Canción a la Independencia de Feudalia" por "El Rey enamorado" durante las giras por el exterior de Por humor al arte.

## Créditos y elenco

### Les Luthiers
- Ernesto Acher (Retirado)
- Carlos López Puccio
- Jorge Maronna
- Marcos Mundstock (Fallecido)
- Carlos Núñez Cortés (Retirado)
- Daniel Rabinovich (Fallecido)

### Luthier de Les Luthiers
- Carlos Iraldi

### Colaborador creativo
- Roberto Fontanarrosa

### Mánager asociado
- Chiche Aisenberg

### Montaje escénico e iluminación
- Ernesto Diz

### Asesoramiento coreográfico
- Esther Ferrando

### Jefe de escenario
- Francisco Poletti

### Sonido
- Eduardo Guedes
- Fernando Colqui

### Asistente general
- Rubén Scarone

### Asistentes de escena
- Daniel Aisenberg
- Oscar Rodríguez

## Instrumentos estrenados
- Tablas de lavar, en la obra "Pepper Clemens sent the messenger: nevertheless the reverend left the herd". Sus intérpretes eran Ernesto Acher, Carlos López Puccio, Jorge Maronna y Carlos Núñez Cortés.

- Narguilófono, en la obra "Serenata medio oriental". Su intérprete era Carlos Núñez Cortés.

- Marimba de cocos, en la obra "Música y costumbre de Makanoa". Su intérprete era Carlos Núñez Cortés.

## Programa
- Cardoso en Gulevandia (ópera bilingüe)
- No Puedo Vivir Atado (éxitos inexplicables)
- Solo Necesitamos (canción ecológica)
- Entreteniciencia Familiar (música de cámara de TV)
- Canción a la Independencia de Feudalia (marcha atrás)
- Pepper Clemens Sent the Messenger: Nevertheless the Reverend Left the Herd (ten step)
- El Regreso (escena de película)
- Serenata Medio oriental (música medio árabe)
- Música y Costumbres de Makanoa (suite cocofónica)

Fuera de Programa (Alternativos):
- Canción para Moverse (canción infantil en 12 movimientos, 1979)
- Bolero de los Celos ('trío pecaminoso,, 1981)
- Teorema de Thales (divertimento matemático, 1967)
- Añoralgias (zamba/catástrofe, 1981)
- La Bella y Graciosa Moza Marchóse a Lavar la Ropa (madrigal, 1977)
- Cardoso en Gulevandia se interpretó solo durante el primer año de rodaje del espectáculo (1983), luego fue quitada del programa, siendo reemplazada por la zarzuela Las Majas del Bergantín (1981).
- La Canción a la Independencia de Feudalia solo se interpretó durante las giras por Argentina. En el exterior se reemplazaba por El Rey Enamorado (1979)

## Vínculos
- Por Humor al Arte (La Web)
- Por Humor al Arte

- Datos: Q6082768